# نهائي كأس إفريقيا للأندية البطلة 1994
نهائي كأس أفريقيا للأندية البطلة 1994 هي المباراة النهائية للنسخة 30 من كأس أفريقيا للأندية البطلة.
توج الترجي التونسي بالكأس على حساب الزمالك المصري.

## الفرق
| الفريق  | المنطقة      | مشاركة سابقة (الخط الغليظ يشير إلى بطل تلك النسخة) |
| ------- | ------------ | -------------------------------------------------- |
| الزمالك | شمال أفريقيا | 3 (1984، 1986، 1993)                               |
| الترجي  | شمال أفريقيا | 0                                                  |

## النهائي
| الزمالك | 0–0   | الترجي |
| ------- | ----- | ------ |
|         | تقرير |        |

| الترجي | 3–1   | الزمالك |
| ------ | ----- | ------- |
|        | تقرير |         |